# Castillo de Tuczno
El Castillo de Tuczno (en polaco: Zamek w Tucznie) es un castillo en Tuczno, en el distrito de Wałcz, Pomerania occidental, en el noroeste de Polonia, en un territorio previamente controlado por Alemania. Ahora el edificio fue reformado y alberga un hotel. Entre 1920 y 1927 el castillo Tuczno era sede de la Administración Apostólica de Tütz, la jurisdicción católica regional.